# 遊牧民

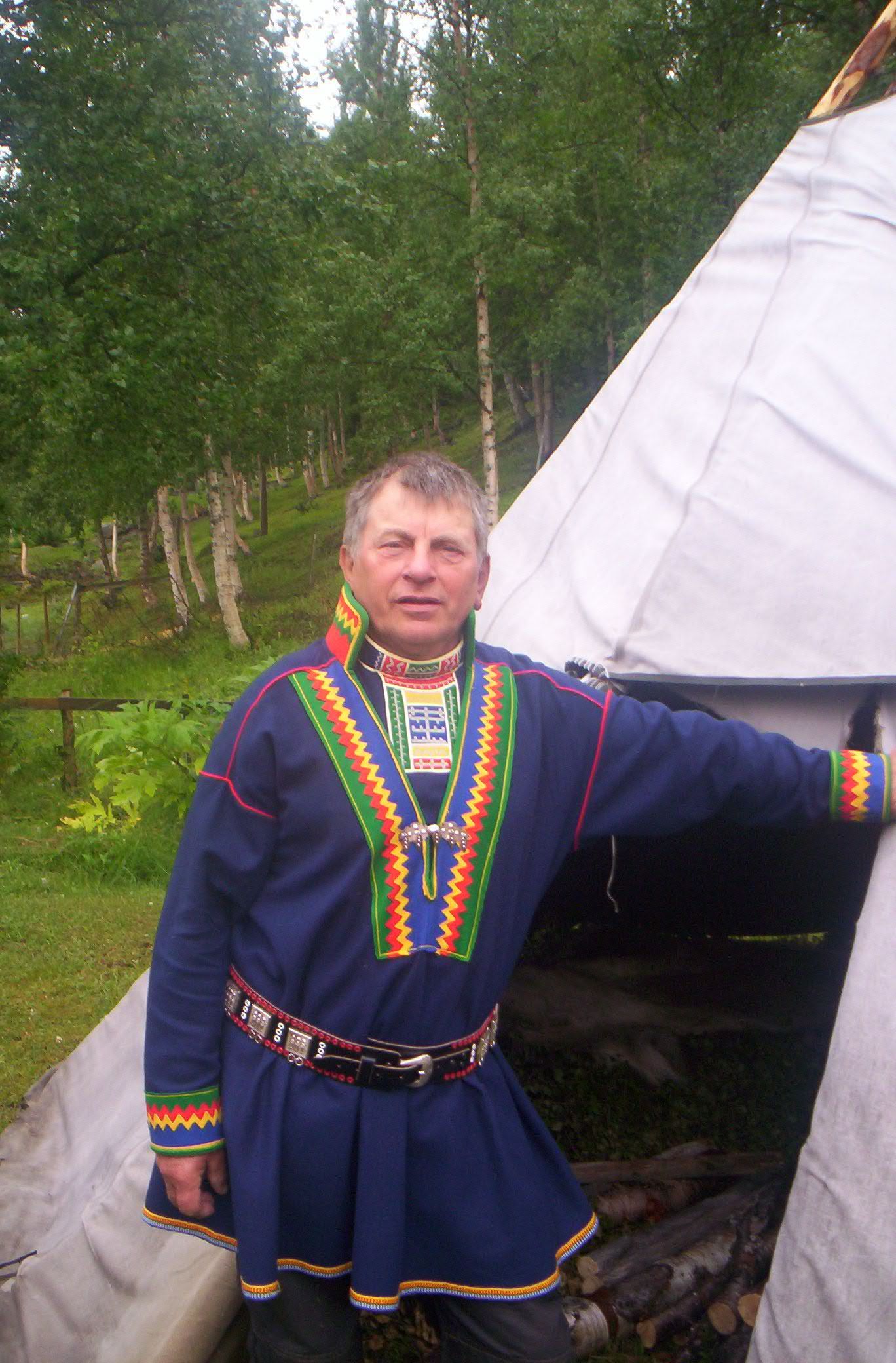
遊牧民族のサーミ人

遊牧民（ゆうぼくみん）あるいは遊牧民族（ゆうぼくみんぞく）は、牧畜（遊牧）を生業とする人々や民族を指す。似た概念に移牧民があるが、こちらは季節ごとに移動しても定住地を持つ点が異なる。英語では、ノマド（nomad）がほぼ相当する言葉だが（語源はギリシア語のノマデス νομάδες）、牧畜以外の生業を取る移動型の人々（ジプシーなど）を含んでいる。
農業と採集をやってきた人類が遊牧という生活習慣を発見したのは、人類の歴史に大きく影響を与えてきた。特にユーラシア大陸の歴史においては、遊牧を両立するようになった人類が騎馬技術を獲得したことで、歴史の流れを大きく変えたと言える。遊牧民と農業民に人口の差が存在したという記録や根拠はない。現在と違って歴史的な人口分布を見ると、昔遊牧民と農業民の人口の差は存在しなかった。　また、遊牧民と言っても農業と採集を主にしてきた人類が遊牧という生活を習得したことであり、遊牧民も農業を両立してきた。

## 遊牧
家畜を時間と空間的に移動させながら植生、水、ミネラルなどの自然資源を利用する生活と生産様式である。

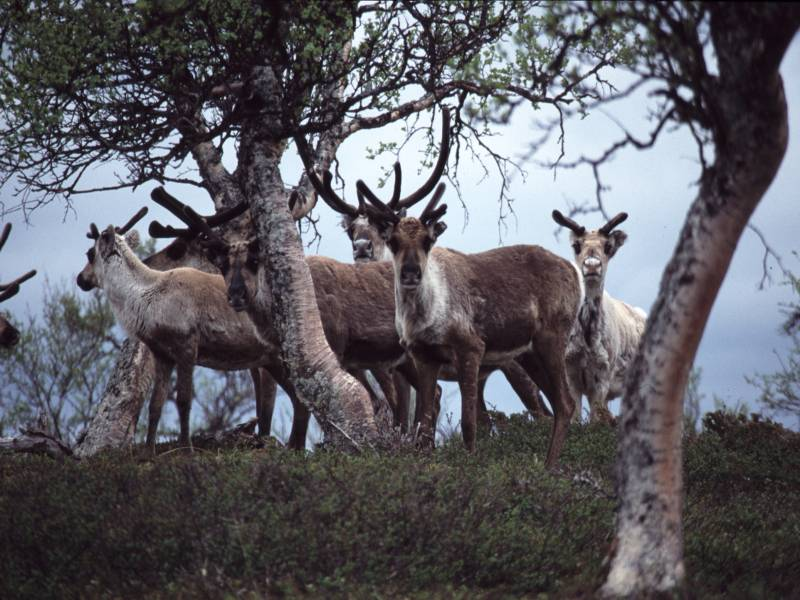
遊牧民のトナカイの放牧

## 特徴
遊牧民は、定住と移動を繰り返し、居住する場所を一年間を通じて何度か移動しながら主に牧畜を行って生活する。
多くの場合、1家族ないし数家族からなる小規模な拡大家族単位で家畜の群れを率い、家畜が牧草地の草を食べ尽くさないように、その回復を待ちながら、定期的に別の場所へと移動を行う。
遊牧民は定住型の人々からは一般にあてどもなく移動しているかのようなイメージを抱かれやすいが、実際には拡大家族ごとに固有の夏営地、冬営地などの定期的に訪れる占有的牧地をもっていることが普通で、例年気候の変動や家畜の状況にあわせながら夏営地と冬営地をある程度定まったルートで巡回している。
遊牧民の生活している地域は乾燥帯、ツンドラなどおおよそ農耕には向かない厳しい気候であるため、もっとも厳しい冬を越すための冬営地では数十から数百の家族単位で集団生活を営む例が多い。
遊牧民のもうひとつの特徴は、生活に交易活動が欠かせないことである。そもそも遊牧生活では、ミルク、毛皮、肉などを入手することは容易だが、穀類や、定住を要する高度な工芸品を安定的に獲得することが困難である。そのため、多くの場合、遊牧民の牧地の近辺には定住民、特に農耕民の居住が不可欠である。そのため、遊牧民は移動性を生かして岩塩や毛皮、遠方の定住地から遊牧民の間を伝わって送られてきた遠隔地交易品などを隊商を組んで運び、定住民と交易を行ってこれらの生活必需品を獲得してきた。一見素朴な自給自足生活を送っているような印象を受ける遊牧民の牧畜も、ヤギやヒツジ、ウマといった商品性の高い家畜の売買によって成り立ってきた部分は大きい。
2024年、モンゴルの遊牧民の移住と関連慣習はユネスコの無形文化遺産に登録された。

## 歴史
遊牧民族と農業民族はその生活習慣で別れる概念であって、人種的に異なる民族を表す表現ではない。2次大戦以前に東アジアでは遊牧民族という概念は存在しなかった。歴史的に漢族が住む地域の北と東北に住む漢族とは文化的・言語的に異なる民族を異民族と呼んでいたが、現代の中国は異民族という概念を断って、彼らが全部遊牧生活をしたわけではないが、現在モンゴルの主な生活習慣である遊牧も両立した民族ということで遊牧民族と呼ぶようになった。しかし、満洲族や鮮卑など遊牧より農業を主にするようになった異民族のほうが多かった。日本も移動をして採集をしてきた民族が日本の環境に適する農業をするようになった。中国の学会では簡単に農業民族と遊牧民族で分けるが遊牧民族もほとんど農業を並行した民族である。今のモンゴルでは環境により遊牧が主だが、現在中国学会から遊牧民族と呼ばれる北と東北の異民族は農業も並行してきた。遊牧は農業より後に現れた生活習慣であり、農業をやってきた民族が環境によって遊牧をするようになった。騎馬遊牧民は、銃砲の時代の到来まで、極めて大きな軍事力を発揮した。生身の人間には到底太刀打ち出来ない、圧倒的な速度と重量を併せ持つ騎兵の一斉突撃は、歩兵の陣形を容易に蹴散らすことが可能であった。当然、騎射にも優れ（パルティアンショット）、これを用いた一撃離脱戦法は彼等の最も得意とするところであった。
世界史上、もっとも大きな影響を及ぼした民族は、北アジアのモンゴル高原から中央アジア、イラン高原、アゼルバイジャン、カフカス、キプチャク草原、アナトリアを経て東ヨーロッパのバルカン半島まで至るY字の帯状に広がるステップ地帯にあった騎馬遊牧民たちである。彼らは中国人と違って北と東北に住んでいる民族で遊牧と農業を両立したが、中国人より遊牧の生活習慣もあったため、中国学会では簡単に遊牧民族と呼ばれている。現在の中国には農業民族である漢族の人口が多いが、昔には東北騎馬民族（遊牧民族）と農業民族の人口にあまり差はなかった。彼らは、匈奴、サカ、スキタイの時代から、パルティア、鮮卑、突厥、ウイグル、セルジューク朝、モンゴル帝国などを経て近代に至るまでユーラシア大陸全域の歴史に関わり、遊牧生活によって涵養された馬の育成技術と騎射の技術と卓越した移動力と騎兵戦術に裏打ちされた軍事力で歴史を動かしてきた。中世以降は軽装騎兵が騎射で敵軍を混乱させ、重装騎兵が接近戦で敵軍を打ち破る戦法が用いられた。遊牧民を介してユーラシア大陸の東西はシルクロードなどを用いて交流し、中国で発明されたと言われる火薬などの技術が西に伝わった。
まとまった勢力として文献資料に初めてあらわれるのはキンメリア人であり、紀元前8世紀頃、南ロシア平原に勢力を形成したとされる。これに次ぎ、同じく南ロシア平原にスキュタイ人が現れる。スキュタイ人については、ヘロドトスの書物の記載が有名である。同じく歴史に登場するペルシアのアケメネス朝もまた遊牧民を支配層とした国家である。アケメネス朝は後に続く広域国家の源流といわれる。紀元前4世紀頃から匈奴が中国の文献に登場し始め、紀元前3世紀には後へ続く遊牧国家の源流となる広域国家を形成した。西暦元年前後にイラン・イラクを支配した遊牧民系国家のパルティアは優れた騎射技術を持っていた。
4世紀頃に遊牧民族のフン族が引き起こしたゲルマン民族の大移動が西ローマ帝国が滅亡した大きな要因であると言われている。その後も、遊牧民族の柔然、突厥、回鶻、契丹が強大な軍事力でモンゴル高原からキプチャク草原に至るステップ地域を席巻した。
中世の中央アジア西部や東ヨーロッパでは、遊牧民族のテュルクやモンゴルやアヴァールやブルガールやハザールやキプチャクやペチェネグやマジャルなどの諸勢力・部族が覇権を争った。
13世紀頃、モンゴル帝国はモンゴル高原、中国、中央アジア、イラン、イラク、アナトリア、東ヨーロッパを支配するなど、強大な軍事力でユーラシア大陸を席巻した。モンゴル高原に割拠した遊牧民の部族は「モンゴル」「メルキト」「ナイマン」「ケレイト」「タイチウト」などである。
モンゴル帝国はやがて分裂・崩壊していったが14世紀後半になるとその後継を自負するティムール朝がトゥーラーン、マー・ワラー・アンナフル、ホラーサーン、ヒンドゥースタン、イラン、イラクを支配し、16世紀には更にその後継政権としてムガル帝国がインドに建国された。
14世紀にはアナトリアにオスマン帝国が興り、東ヨーロッパ、黒海沿岸、シリア、エジプト、イラクなどを支配した。
秦以降の長期間にわたり中国にあった王朝、前漢、新、後漢、晋（西晋・東晋）、明以外の元、清などは遊牧民（北と東北に住む異民族）の王朝そのものか、その支配層によって成立していた。匈奴は1世紀に南北に分裂し、南匈奴は後漢に服属し、北匈奴は後漢、烏桓、鮮卑に圧迫されてその姿を消した。ゲルマン民族の大移動を引き起こしたフン族が北匈奴の残党であるという説は有名である。西晋は南匈奴系の劉淵、劉聡に滅ぼされた（永嘉の乱）。この頃、東アジアで鐙が発明され、騎兵の戦闘力は向上した。南北朝時代を経て北朝の各王朝は北魏（東魏、西魏）、北斉、北周および隋を成立した楊堅と唐を成立した李淵も漢化した鮮卑系と言われている。また、ある学者は趙匡胤が成立した宋（北宋・南宋）漢族王朝に疑問を持っている。元は遊牧民の帝国であるモンゴル帝国の一部である、軍事力として多くのモンゴル集団を従属させている。
しかし、これら遊牧民の軍事的活躍は、鉄砲や大砲などの銃砲火器が発達するに連れて、下火となっていく。技術の進歩によって、射程、連射速度を伸ばした鉄砲の一斉射撃は、騎兵の突撃を騎射の射程外からも返り討ち出来るほどの水準となった。また大砲は軽量化、高性能化していって様々な場所に展開できるようになり、遊牧民の陣地も素早く、遠距離から一方的に攻撃できるようになった。戦術も発達し、三兵戦術の概念が編み出され、騎兵のみに偏った遊牧民の戦術は時代遅れなものとなっていった。また、農耕民は経済、科学力を発達させ、合理性に則って都市を建設していった。こうして出来上がった都市の行政機構は、遊牧民の略奪を容易に許さなくなっていった。

## 中央ユーラシア遊牧民の民族概念
遊牧民の集団では同盟の締結、指導者家系の婚姻による成員及び家畜群の持参金的分割合流、あるいは政治・軍事的理由での他集団の配下への統合など言語や祖先系譜を異にする他集団との融合が頻繁に生じる。また、指導者家系における新世代の独立などによる集団の分裂も日常的である。そのため、歴史的に祖先、言語、文化を共有するとされる近現代的民族観と、遊牧民における集団の統合意識、同族意識にはきわめて異質なものがある。例えば、現在中央アジアに分布する多くのテュルク系「民族」、例えばウズベク人、タタール人といった遊牧民に由来する「民族」の多くが中世のモンゴル帝国においてチンギス・カン一族やモンゴル高原出身の武将の指揮下に再編成された中央アジアのテュルク・モンゴル系の遊牧民集団に起源を持つ。
実際には個々の遊牧集団は上記のように移動生活成員自体が複合的な種族構成を持つのみでなく、冬営地における夏季の留守番要員や農耕要員を包含する。さらに遊牧国家クラスの大集団になると支援基地として都市を建造してそこに行政事務をつかさどる官僚組織や手工業組織を配するなど多種族複合的な性格が強い。この種の遊牧国家の人造都市の特徴は権威の象徴としてのモニュメント的な見せる都市としての意味合いが強い。その典型がウイグルのオルド・バリクや元の大都である。

## 中央ユーラシア遊牧民の文化的特徴
中央ユーラシアの遊牧騎馬民共通の文化的特徴として、数々の点が指摘されている。
1. 実力主義
  - 指導者は、能力のある者が話し合いで選出される
  - 農耕民に比べて女性の地位が高い
  - 能力があれば異民族でも受け入れて厚遇する
  - 男女を問わず騎馬と騎射に優れる、必然的に機動性に富むあり様がそのまま武力に直結している
2. 戦争における人命（人材）の尊重
  - 相手よりも少ない兵力で戦う事が多い為、勝てない相手とは争わない
  - 実際の戦闘はなるべく行わず、指導者間の交渉で解決する
  - 戦術的な退却を多用し、逃げると見せかけてパルティアンショットや伏兵を用いる
  - 情報を重視し、防御の弱い部分を見つけると集中的に攻める
3. 非完結の社会 
  - 社会の維持に非遊牧世界の技術・製品・税を必要とするため領域内に農耕都市を抱え込む

などである。これらは人口が少ないがゆえの合理性に基づく。
抱え込む農耕都市が増加し支配下の都市間が交易などにより文化的・経済的に一体化することによって広域国家が発生する。
これらの文化は、遊牧に起源をもつものであるが、現代の国民国家、産業社会においてその遊牧的慣習は抹殺される傾向にある。その一因として、現代型の民族観、国家観と遊牧民の持つ集団編成原理に相容れない性格がある事が挙げられる。

## 食生活
モンゴルでは人間は「赤い食べ物」と「白い食べ物」で生きているという考えがあり、赤が肉、白が乳製品を指す。冬場は肉を食べる。干し肉等に加工して保存する。乳からはバター、チーズ、ヨーグルト、馬乳酒なども作る。朝は乳茶も飲む。肉食中心の遊牧民の生活において、馬乳酒は貴重な野菜の替りにビタミンやミネラルを補うものとして夏場を中心に大量に飲まれている。酒とはいうものの、アルコール分は1-3%程度であり、水分、エネルギー、ビタミンC補給源として赤ん坊から年寄りまで飲用する。酒というよりは限りなくヨーグルトに近い乳酸飲料であり、これだけで食事替りにしてしまうほどの夏のモンゴルの主食的存在である。大体1日に0.5 - 1.5リットル位を摂っているという報告が殆どだが、中には1人1日平均4リットルを飲んでいるという驚くべき調査結果もある。馬乳酒を1日3リットル飲むと1,200キロカロリーに相当し、基礎代謝に相当する。発酵の過程で増殖する酵母や乳酸菌は、モンゴルでの乏しい食物繊維の替わりに、菌体が腸管老廃物を吸着して排出させている可能性がある。北京農業大学の研究では、馬乳酒には12種類の人体必須微量元素、18種類のアミノ酸、数種類のビタミン群が含まれていた。乳酸菌がビタミンCを生成し、野菜を摂らない遊牧民のビタミンC補給源となっている。馬乳酒にはビタミンCが100 mlあたり8-11 mg含まれている。馬乳中の乳糖は発酵によりその多くがアルコール、乳酸または炭酸ガスに変換されるので乳糖不耐症の問題も起こりにくい。。夏季に遊牧民が食事を摂らず馬乳酒のみで過ごしていることが旅行記に記されている。ただ乳糖不耐症のモンゴル人もなかにはいる。
チベットやモンゴルでは輸入品である団茶（固形茶）が貴重品ゆえに貨幣の役割をも担った（「団茶#歴史」も参照）。
淡水魚、野菜、果物は通常入手できないため、ほとんど食べない。
上記のように肉（馬肉や山羊肉。ホルホグなど伝統料理がある）、乳製品、馬乳酒が必要なエネルギーとタンパク質を提供し、不足している糖分は体内でのアミノ酸からの糖新生で補われ、ミネラル、ビタミン類は馬乳酒が提供し、酵母と乳酸菌が食物繊維の代替を果たしている。必須脂肪酸については、家畜が自然の草を餌とするため肉、乳製品、馬乳酒にω-3脂肪酸とω-6脂肪酸がほどよいバランスで含まれている。偏った食事ではあるが、必要な栄養素はすべてそろっていて健康を維持できることになる。また魚を食べることもある。